# Tubi di diffusione
I tubi di diffusione (in inglese annular denuders) sono dei campionatori passivi utilizzati per il monitoraggio di inquinanti in aree urbane. Consentono di captare le sostanze organiche volatili (VOC, aldeidi, fenoli) attraverso diffusione in una struttura a simmetria radiale.
Il tubo di diffusione si compone di due parti:
- il corpo diffusivo, in polietilene, con porosità da 25 a 10 µm, che può essere utilizzato per un considerevole numero di campionamenti;
- la cartuccia adsorbente (carbone attivo, Tenax, ed altri polimeri organici), monouso.

Le molecole adsorbibili presenti nell'aria penetrano la superficie diffusiva rimanendo intrappolate da quella adsorbente. Alla fine del periodo di rilevamento (che può essere anche di molti giorni) i campionatori vengono racchiusi nei vials e trasportati in laboratorio, dove vengono conservati in frigo a 4 °C fino al momento dell'analisi.
I composti adsorbiti sono estratti con solvente (solfuro di carbonio) o desorbiti termicamente. Nel caso di desorbimento termico il materiale adsorbente in carbone attivo è contenuto in una cartuccia di rete di acciaio inossidabile, concentrica alla superficie diffusiva.
Le specie gassose inorganiche, ozono ammoniaca, ossidi di azoto o di zolfo, possono essere assorbite mediante tubi di diffusione costituiti da due tubi concentrici, la cui intercapedine è riempita con una soluzione con il reattivo per l'analisi colorimetrica da effettuare in laboratorio; l'aria che passa attraverso il tubo interno, permea per diffusione passiva nell'intercapedine tra i due tubi.

## Ammoniaca
È possibile l'uso di tubi di diffusione per il campionamento di ammoniaca in concentrazione inferiore a 5 µg m-3. I denuders che catturano l'ammoniaca sono ricoperti internamente da specifici acidi (citrico, ossalico o fosforoso) e sono seguiti da due filtri: il primo è costituito da una membrana capace di trattenere i sali d'ammonio, il secondo è un filtro impregnato di acido ossalico per catturare l'ammoniaca eventualmente evaporata nel passaggio precedente.
Il prelievo è seguito dall'estrazione dell'ammoniaca che viene eseguita con soluzioni differenti a seconda dell'agente utilizzato nei filtri e nei denuders per legare il composto. I campioni estratti vengono determinati analiticamente attraverso spettrometria UV-VIS o cromatografia ionica.